# Challenger de Praga-2 2021
El torneo I.ČLTK Prague Open 2021 fue un torneo profesional de tenis. Perteneció al ATP Challenger Series 2021. Se disputó en su 9ª edición sobre superficie tierra batida, en Praga, República Checa entre el 03 y el 9 de mayo de 2021.

## Jugadores participantes del cuadro de individuales
| Favorito | País                      | Jugador         | Rank1 | Posición en el torneo |
| -------- | ------------------------- | --------------- | ----- | --------------------- |
| 1        | Bandera de Eslovaquia     | Norbert Gombos  | 95    | Semifinales           |
| 2        | Bandera de Japón          | Yūichi Sugita   | 109   | Primera ronda, retiro |
| 3        | Bandera de Eslovaquia     | Andrej Martin   | 110   | Segunda ronda         |
| 4        | Bandera de Austria        | Dennis Novak    | 111   | Primera ronda         |
| 5        | Bandera de Estados Unidos | Denis Kudla     | 117   | Primera ronda         |
| 6        | Bandera de Polonia        | Kamil Majchrzak | 123   | Primera ronda         |
| 7        | Bandera de Alemania       | Peter Gojowczyk | 132   | Primera ronda         |
| 8        | Bandera de la India       | Sumit Nagal     | 137   | Cuartos de final      |

- 1 Se ha tomado en cuenta el ranking del 26 de abril de 2021.

### Otros participantes
Los siguientes jugadores recibieron una invitación (wild card), por lo tanto ingresan directamente al cuadro principal (WC):
- Jiří Lehečka
- Andrew Paulson
- Michael Vrbenský

Los siguientes jugadores ingresan al cuadro principal tras disputar el cuadro clasificatorio (Q):
- Zdeněk Kolář
- Vít Kopřiva
- Sergiy Stakhovsky
- Kacper Żuk

## Campeones

### Individual Masculino
- Tallon Griekspoor derrotó en la final a  Oscar Otte, 5–7, 6–4, 6–4

### Dobles Masculino
- Marc Polmans /  Sergiy Stakhovsky derrotaron en la final a  Ivan Sabanov /  Matej Sabanov, 6–3, 6–4